# Rally Mediterráneo de 2001
El Rally Mediterráneo de 2001 fue la 11.ª edición del rally y la primera ronda de la temporada 2001 del Campeonato de España de Rally. Se celebró entre el 2 y el 3 de marzo y contó con un itinerario de nueve tramos sobre asfalto que sumaban un total de 190,92 km cronometrados.

## Clasificación final
| Pos. | Piloto                | Copiloto              | Automóvil                 | Tiempo    | Diferencia |
| ---- | --------------------- | --------------------- | ------------------------- | --------- | ---------- |
| 1.   | Jesús Puras           | Marc Martí            | Citroën Xsara T4          | 1:58:21.0 | 0.0        |
| 2.   | Salvador Cañellas jr. | Alberto Sanchís       | SEAT Córdoba WRC Evo3     | 2:01:18.0 | +2:57.0    |
| 3.   | Luis Monzón           | Mario González Tomé   | Peugeot 206 WRC           | 2:01:26.0 | +3:05.0    |
| 4.   | Ricardo Avero         | Carlos Del Barrio     | Citroën Xsara Kit Car     | 2:02:33.0 | +4:12.0    |
| 5.   | Miguel Ángel Fuster   | José Vicente Medina   | Citroën Saxo Kit Car      | 2:09:51.0 | +11:30.0   |
| 6.   | Sergio Vallejo        | Diego Vallejo         | Fiat Punto Kit Car        | 2:11:09.0 | +12:48.0   |
| 7.   | Manuel Cabo           | Juan Antonio Castillo | Citroën Saxo Kit Car      | 2:12:52.0 | +14:31.0   |
| 8.   | Francisco Roig        | Ezequiel Nazábal      | Mitsubishi Lancer Evo VI  | 2:14:07.0 | +15:46.0   |
| 9.   | Joan Vinyes           | Xavier Lorza          | SEAT Ibiza GTi 16V Júnior | 2:16:44.0 | +18:23.0   |
| 10.  | Antonio Garrido       | José Alfredo Álvarez  | Mitsubishi Lancer Evo V   | 2:23:39.0 | +25:18.0   |